# Meteorium subpolytrichum
Meteorium subpolytrichum är en bladmossart som beskrevs av Brotherus 1906. Meteorium subpolytrichum ingår i släktet Meteorium och familjen Meteoriaceae. Inga underarter finns listade i Catalogue of Life.